# Anatolij Porchunov
Anatolij Nikolaevič Porchunov (in russo Анатолий Николаевич Порхунов?; Mosca, 28 luglio 1928 – Mosca, 1º giugno 1992) è stato un calciatore sovietico dal 1991 russo, di ruolo difensore.

## Statistiche

### Cronologia presenze e reti in Nazionale
| Cronologia completa delle presenze e delle reti in nazionale ― Unione Sovietica | Cronologia completa delle presenze e delle reti in nazionale ― Unione Sovietica | Cronologia completa delle presenze e delle reti in nazionale ― Unione Sovietica | Cronologia completa delle presenze e delle reti in nazionale ― Unione Sovietica | Cronologia completa delle presenze e delle reti in nazionale ― Unione Sovietica | Cronologia completa delle presenze e delle reti in nazionale ― Unione Sovietica | Cronologia completa delle presenze e delle reti in nazionale ― Unione Sovietica | Cronologia completa delle presenze e delle reti in nazionale ― Unione Sovietica |
| Data                                                                            | Città                                                                           | In casa | Risultato                                                                       | Ospiti                                                                          | Competizione                                                                    | Reti                                                                            | Note                                                                            |
| ------------------------------------------------------------------------------- | ------------------------------------------------------------------------------- | --- | ------------------------------------------------------------------------------- | ------------------------------------------------------------------------------- | ------------------------------------------------------------------------------- | ------------------------------------------------------------------------------- | ------------------------------------------------------------------------------- |
| 23-5-1955                                                                       | Mosca                                                                           | [[Nazionale maschile di calcio dell' Unione Sovietica\| Unione Sovietica]] [[File: Flag of the Soviet Union (1936 – 1955).svg\|class=noviewer\| Unione Sovietica (bandiera)\|border\|20x16px]] | 3 – 2                                                                           | Germania Ovest                                                                  | Amichevole                                                                      | -                                                                               |                                                                                 |
| 25-9-1955                                                                       | Budapest                                                                        | Ungheria | 1 – 1                                                                           | Unione Sovietica                                                                | Amichevole                                                                      | -                                                                               |                                                                                 |
| 23-10-1955                                                                      | Mosca                                                                           | Unione Sovietica | 2 – 2                                                                           | Francia                                                                         | Amichevole                                                                      | -                                                                               |                                                                                 |
| Totale                                                                          |                                                                                 | Presenze | 3                                                                               |                                                                                 | Reti                                                                            | 0                                                                               |                                                                                 |